# Обрх при Драгатушу
Обрх при Драгатушу (словен. Obrh pri Dragatušu) је насељено место у општини Чрномељ, регија Југоисточна Словенија, Словенија.

## Историја
До територијалне реорганизације у Словенији био је у саставу старе општине Чрномељ.

## Становништво
У попису становништва из 2011. године, Обрх при Драгатушу је имао 88 становника.
| Број становника према пописима | Број становника према пописима | Број становника према пописима |
| ------------------------------ | ------------------------------ | ------------------------------ |
| 1991                           | 2002                           | 2011                           |
| 113                            | 97                             | 88                             |

Напомена: До 1955. исказивано под именом Обрх.